# نظریه غذایابی بهینه

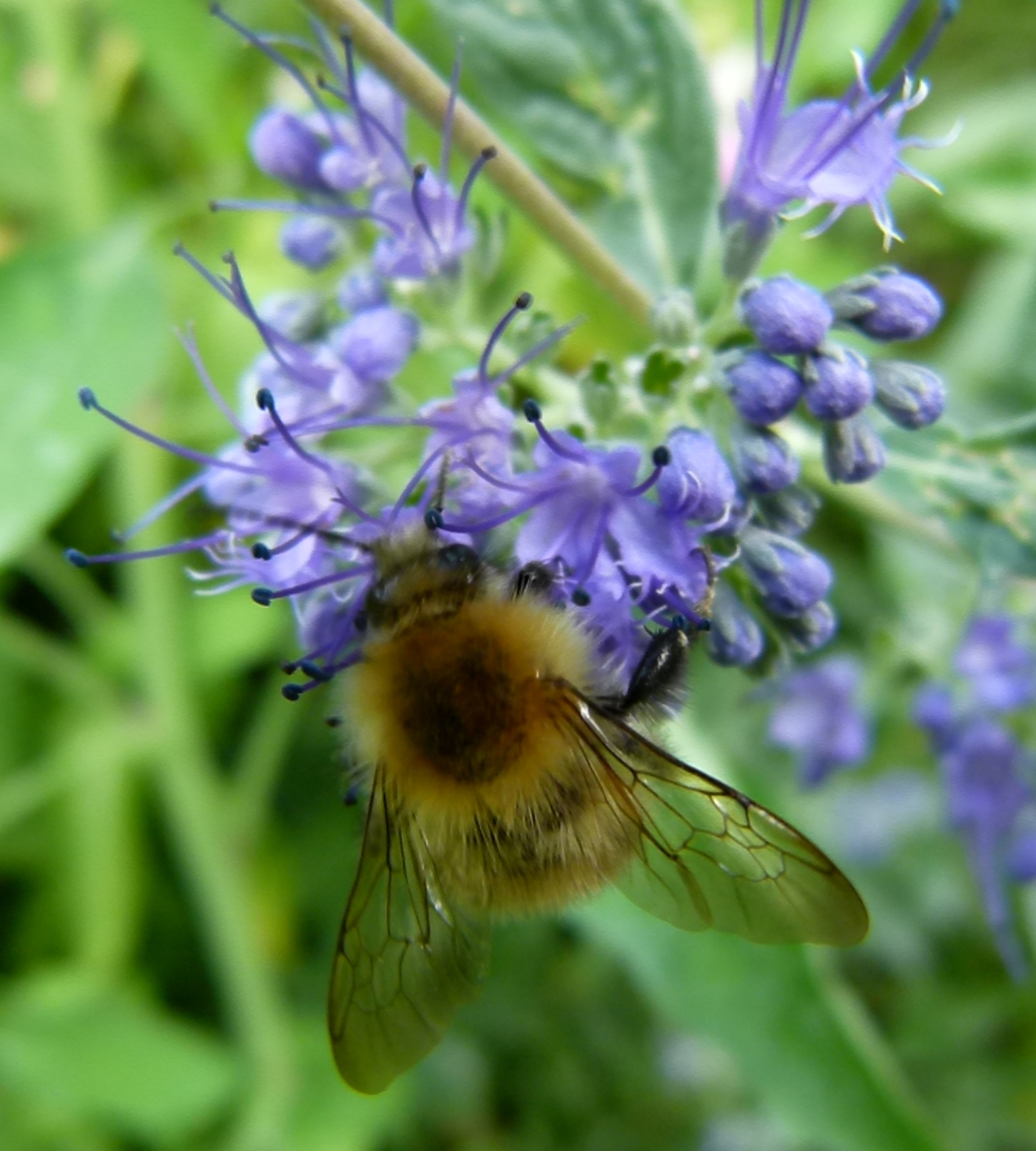
زنبورهای کارگر شهد را نه تنها برای خود، بلکه برای کل اجتماع کندوهایشان غذایابی می‌کنند. تئوری غذایابی بهینه پیش‌بینی می‌کند که این زنبور غذا را به گونه‌ای جستجو می‌کند که بازده خالص انرژی کندو را به حداکثر برساند.

نظریه غذایابی بهینه (به انگلیسی: Optimal foraging theory (OFT))، یک مدل بوم‌شناسی رفتاری است که به پیش‌بینی شیوه رفتار یک جانور هنگام جستجوی غذا کمک می‌کند. اگرچه به دست آوردن غذا به جانور انرژی می‌دهد، اما جستجو و گرفتن غذا به انرژی و زمان نیاز دارد. برای به حداکثر رساندن تناسب اندام، جانور یک استراتژی جستجوی غذا را در پیش می‌گیرد که بیشترین سود (انرژی) را با کمترین هزینه فراهم می‌کند و انرژی خالص به دست آمده را به حداکثر می‌رساند. نظریه غذایابی بهینه به پیش‌بینی بهترین استراتژی که یک جانور می‌تواند برای رسیدن به این هدف استفاده کند کمک می‌کند.
نظریه غذایابی بهینه یک کاربرد بوم‌شناختی از مدل بهینه است. این نظریه فرض می‌کند که سودمندترین الگوی جستجوی غذا از نظر اقتصادی در یک گونه از طریق انتخاب طبیعی برگزیده می‌شود. زمانی از نظریه غذایابی بهینه برای مدل‌سازی رفتار جستجوی غذا استفاده می‌شود، گفته می‌شود که جانداران متغیری همانند واحد پول، مانند بیشترین غذا در واحد زمان را به حداکثر می‌رسانند. افزون بر این، محدودیت‌های محیط، متغیرهای دیگری هستند که باید در نظر گرفته شوند. محدودیت‌ها به عنوان عواملی تعریف می‌شوند که می‌توانند توانایی غذایابی را برای به حداکثر رساندن ارز محدود کنند. قانون تصمیم‌گیری بهینه یا بهترین استراتژی جستجوی جاندار به عنوان تصمیمی تعریف می‌شود که ارز را تحت محدودیت‌های محیطی به حداکثر می‌رساند. شناسایی قانون تصمیم‌گیری بهینه، هدف نخستین نظریه غذایابی بهینه است.

## نگارخانه

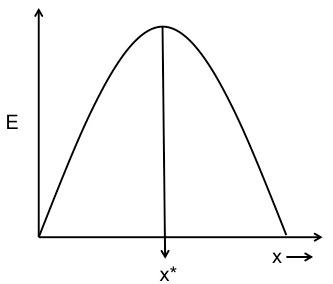
نمودار ۱. سود انرژی به ازای هزینه (E) برای اتخاذ استراتژی جستجوی غذا x. برگرفته از پارکر و اسمیت.
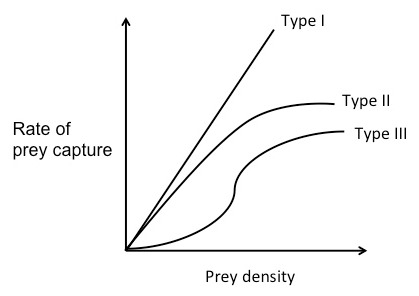
نمودار ۲. سه نوع منحنی پاسخ کارکردی. اقتباس شده از Staddon.
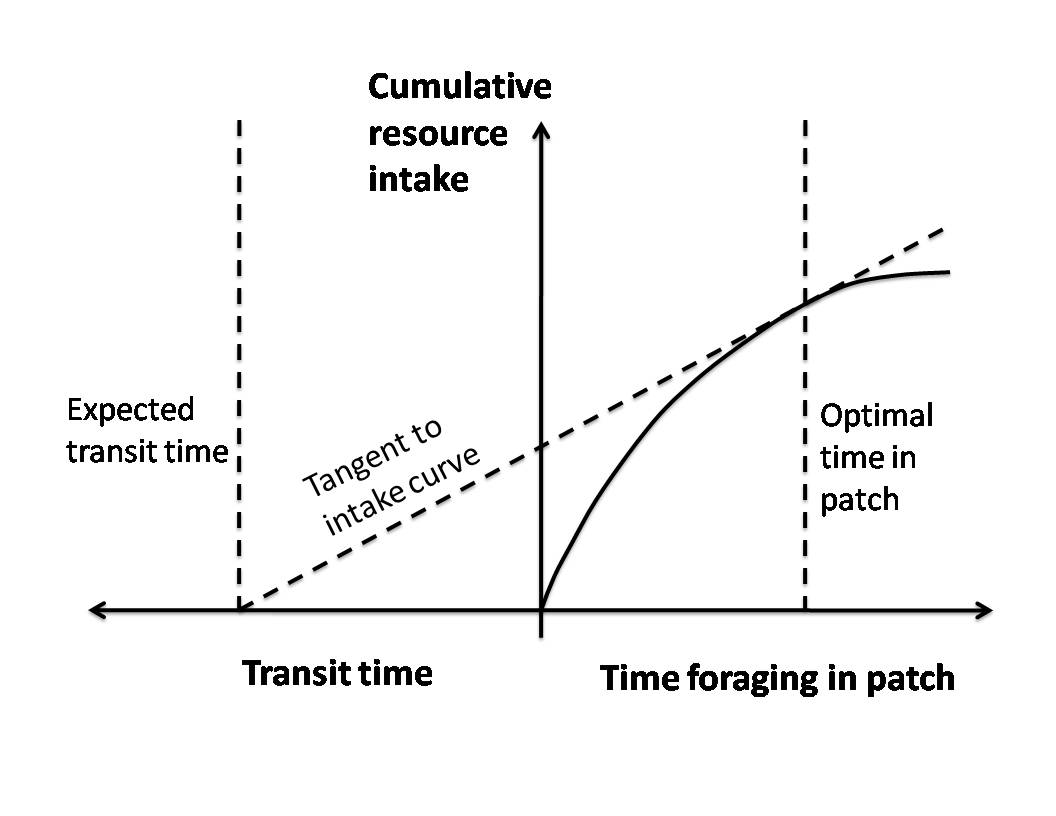
نمودار ۳. قضیه ارزش حاشیه‌ای به صورت نمودار نشان داده شده‌است.
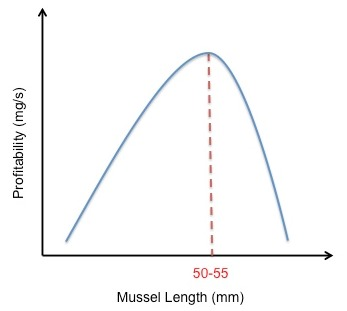
نمودار ۴. منحنی سودآوری صدف به سمت راست. اقتباس از Meire & Ervynck.
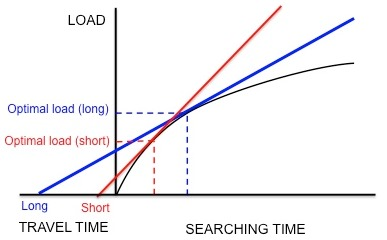
نمودار ۵. اگر سارها نرخ خالص دریافت انرژی را به حداکثر برسانند، زمان سفر طولانی‌تر منجر به بار بهینه بیشتر می‌شود. برگرفته از کربس و دیویس.